# Антверпенски университет
Антверпенският университет (на нидерландски: Universiteit Antwerpen) е университет в град Антверпен, Белгия. Член е на университетското обединение Утрехтска мрежа.
Основан е през 2003 г. с обединяването на Антверпенския държавен университетски център, Антверпенските университетски факултети „Свети Игнаций“ (UFSIA) и Антверпенския университетски институт. UFSIA – най-старото от тези училища, е основан през 1852 година.
По брой на студентите Антверпенският университет е 3-ти по големина във Фландрия след Льовенския католически университет и Гентския университет.

## Известни личности
Преподаватели
- Христине Ван Брукховен (р. 1953), биоложка
- Петер Пиот (р. 1949), лекар и дипломат
- Патрик Янсенс (р. 1956), политик

Студенти и докторанти
- Христине Ван Брукховен (р. 1953), биоложка
- Петер Пиот (р. 1949), лекар и дипломат
- Марко Рясков (1883 – 1972), български финансист
- Патрик Янсенс (р. 1956), политик

## Галерия
- Големият плац на градския кампус
- Кампус „Миделхайм“, корпус А
- Кампус „Миделхайм“, корпус B
- Кампус „Миделхайм“, корпус C
- Кампус „Миделхайм“, корпус D

1. ↑  orcid.org
2. ↑  web.archive.org //   Посетен на 20 октомври 2023 г.
3. ↑  eua.eu //   Посетен на 16 юли 2019 г.